# Europese kampioenschappen schaatsen afstanden 2022 - 500 meter vrouwen
De 500 meter vrouwen op de Europese kampioenschappen schaatsen 2022 werd verreden op zaterdag 8 januari 2022 in ijsstadion Thialf in Heerenveen. De wedstrijd ging over één omloop.
Titelverdedigster Olga Fatkoelina ontbrak vanwege een test op COVID-19, zij werd opgevolgd door Femke Kok.

## Uitslag
| #      | Schaatser              | Land                | Tijd   |
| ------ | ---------------------- | ------------------- | ------ |
| Goud   | Femke Kok              | Nederland           | 37,32  |
| Zilver | Angelina Golikova      | Rusland             | 37,43  |
| Brons  | Darja Katsjanova       | Rusland             | 37,58  |
| 4      | Andżelika Wójcik       | Polen               | 37,69  |
| 5      | Michelle de Jong       | Nederland           | 37,85  |
| 6      | Dione Voskamp          | Nederland           | 37,87  |
| 7      | Anna Nifontova         | Wit-Rusland         | 38,26  |
| 8      | Kaja Ziomek            | Polen               | 38,32  |
| 9      | Karolina Bosiek        | Polen               | 38,48  |
| 10     | Martine Ripsrud        | Noorwegen           | 38,85  |
| 11     | Ellia Smeding          | Verenigd Koninkrijk | 39,17  |
| 12     | Katja Franzen          | Duitsland           | 39,206 |
| 12     | Julie Nistad Samsonsen | Noorwegen           | 39,206 |
| 14     | Mihaela Hogaș          | Roemenië            | 39,296 |
| 15     | Sandrine Tas           | België              | 39,297 |
| 16     | Sophie Warmuth         | Duitsland           | 39,30  |
| 17     | Lea-Sophie Scholz      | Duitsland           | 39,37  |
| 18     | Vera Güntert           | Zwitserland         | 40,75  |

2018 · 
2020 · 
2022 · 
2024